# Muscari à grappe
Muscari neglectum
Espèce
Classification phylogénétique
Le Muscari à grappe (Muscari neglectum) est une plante bulbeuse du genre Muscari.
Cette espèce fait partie de la famille des Liliaceae selon la classification classique, ou celle des Hyacinthaceae selon la classification phylogénétique APG I. La classification APG II propose de l'inclure dans celle des Asparagaceae.
Des noms vernaculaires sont : muscari à grappe, muscari en grappe, muscari négligé, muscari oublié ou ail des chiens.

## Description
C'est une espèce vivace grâce à son bulbe ; elle atteint 30 à 60 cm de haut et se rencontre très tôt, au printemps, entre mars et mai.

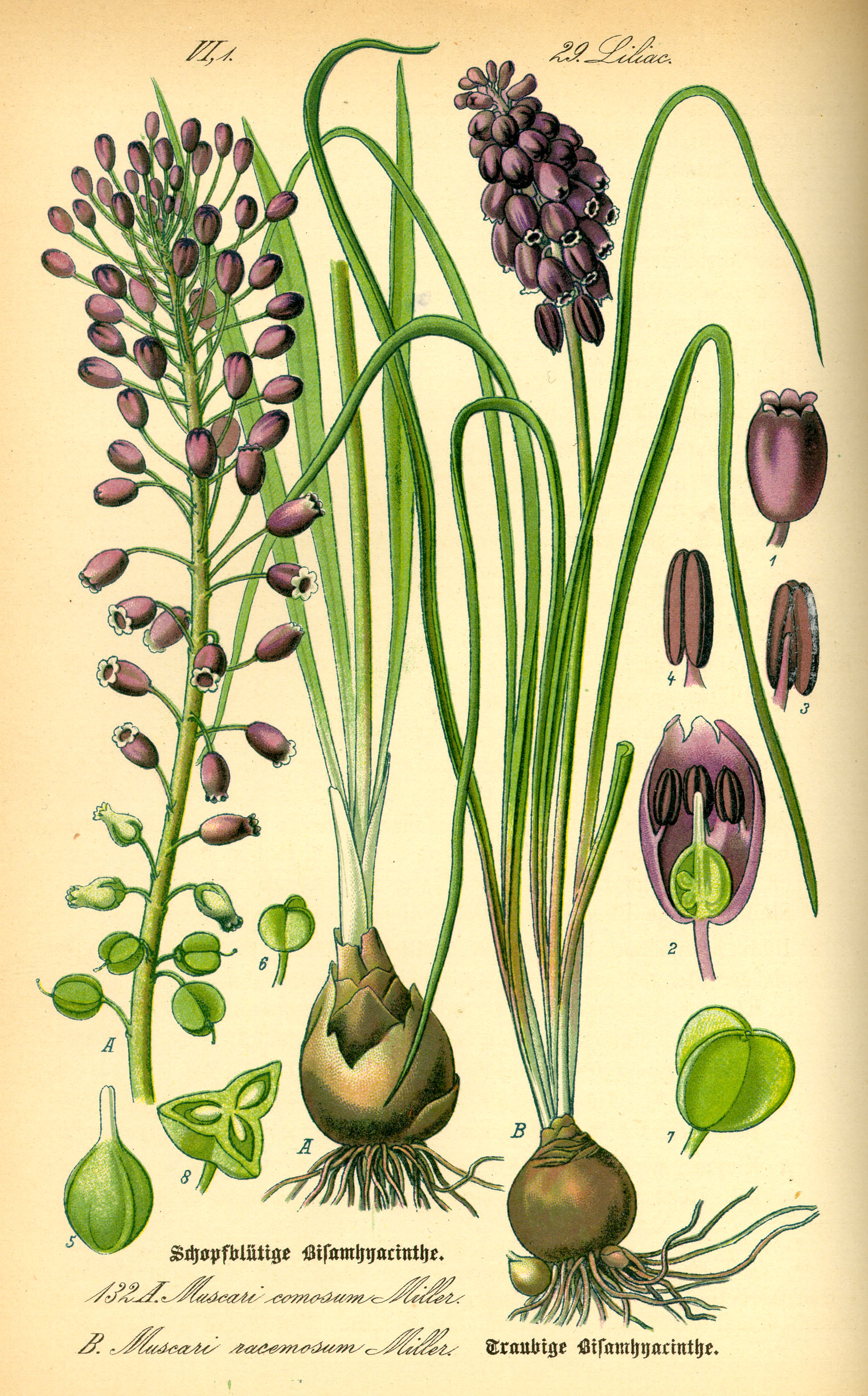
muscari comosum
muscari neglectum

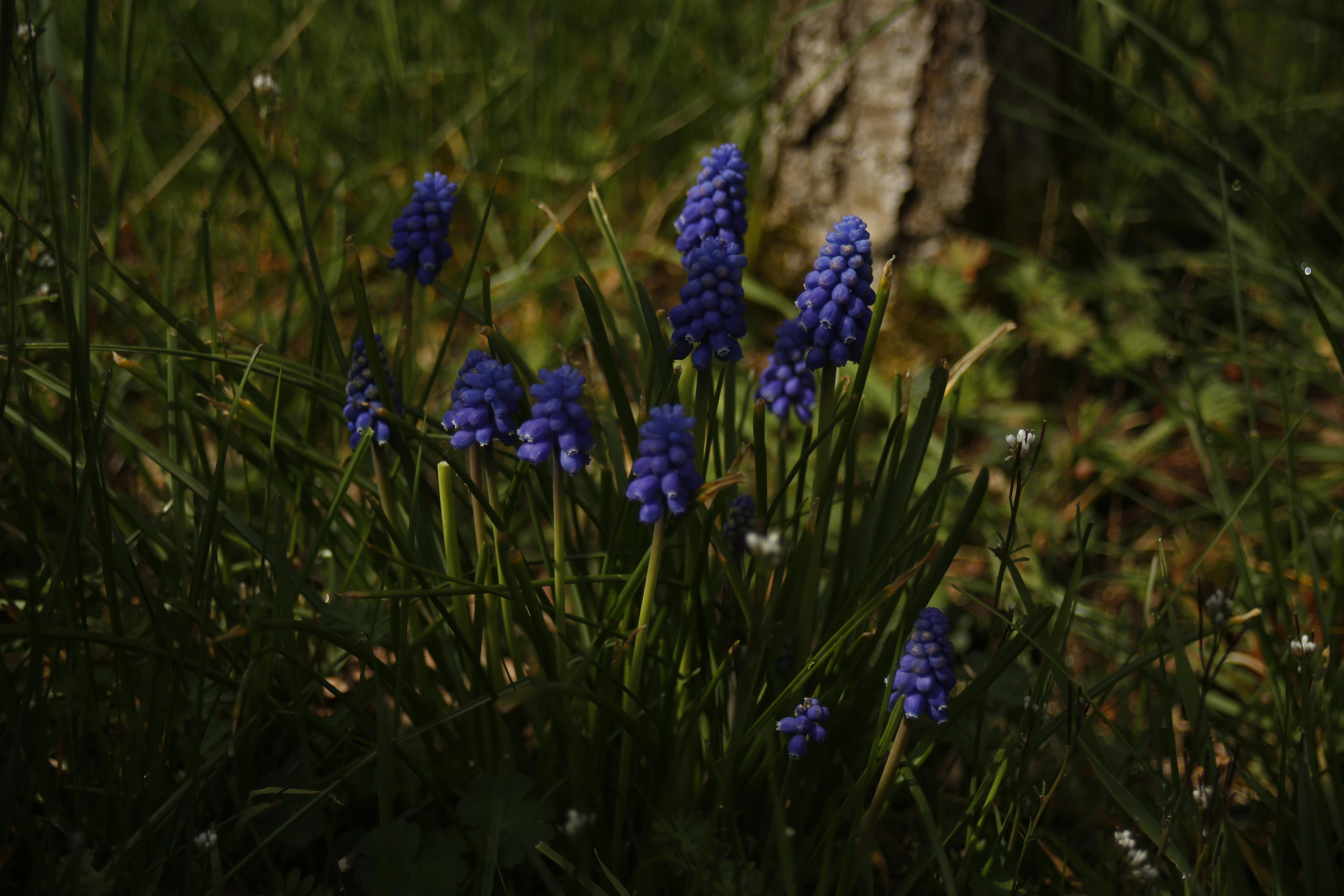
muscari neglectum

## Synonymes
- Muscari racemosum (L.) Medik.
- Muscari atlanticum Boiss. & Reut.